# Districtul Si Sakhon
Si Sakhon (în thailandeză ศรีสาคร) este un district (Amphoe) din provincia Narathiwat, Thailanda, cu o populație de 31.576 de locuitori și o suprafață de 500,1 km².

## Componență
Districtul este subdivizat în 6 subdistricte (tambon), care sunt subdivizate în 39 de sate (muban).
| Nr. | Nume         | În thailandeză | Sate | Locuitori |  |
| --- | ------------ | -------------- | ---- | --------- |  |
| 1.  | Sako         | ซากอ           | 6    | 6,992     |  |
| 2.  | Tamayung     | ตะมะยูง         | 6    | 4,734     |  |
| 3.  | Si Sakhon    | ศรีสาคร         | 10   | 8,473     |  |
| 4.  | Choeng Khiri | เชิงคีรี          | 4    | 4,750     |  |
| 5.  | Kalong       | กาหลง          | 4    | 2,730     |  |
| 6.  | Si Banphot   | ศรีบรรพต        | 9    | 3,897     |  |